# 南漢宸
南漢宸（なん かんしん、ナン ハン チェン、Nan Hanchen、1895年 - 1967年1月27日）は、中華人民共和国の政府当局者、元中国人民銀行行長・全国人民代表大会常務委員会委員である。

## 略歴
清国山西省の趙城で生まれる。辛亥革命に参加の後に学校教師や自営業となるも、馮玉祥や楊虎城が率いる国民軍に参加し第三軍政治部長に就く。
1926年にソ連を訪問するも直前に秘密裏に中国共産党に入党、上海クーデターで共産党が排除される中で国民政府内に残り河南・陝西で地方政府の要職を歴任。1932年に共産党籍であることが発覚すると楊の手引きで一時日本に逃亡し、帰国して察哈爾で抗日人民連合軍に加わった。
中華人民共和国が成立すると初代の中国人民銀行行長に就任（1949年 - 1954年）、その後中国国際貿易促進委員会委員長（1952年 - 1967年）・全国人民代表大会常務委員会委員（1954年 - 1965年）を歴任するが文化大革命では外国勢力の手先・アヘン売人として糾弾されて自殺を遂げた（72歳）。なお死後の1979年に名誉回復されている。